# روهر ایم بورگنلند
روهر ایم بورگنلند (به آلمانی: Rohr im Burgenland) یک منطقهٔ مسکونی در اتریش است که در ناحیه گوسینگ واقع شده‌است. روهر ایم بورگنلند ۴۰۳ نفر جمعیت دارد.